# Wieża Gauci
Wieża Gauci (malt. Torri Gauci, wł. Torre Gauci, ang. Gauci Tower) – wieża w Naxxar na Malcie. Zbudowana została przed rokiem 1548 przez rodzinę Gauci. Dzisiaj wieża jest w dobrym stanie.

## Historia
Wieża Gauci zbudowana została przed rokiem 1548 przez Francesco Gauci, w celu ochrony jego rodziny w razie ataku piratów. Budowa kosztowała 400 skudów. W roku 1548 wieża została zarekwirowana przez Zakon Maltański, który w tym czasie rządził Maltą, na mieszkanie dla kapitana milicji (lokalnej ochotniczej formacji obronnej) w Naxxar. Gauci wystosował petycję przeciwko takiemu postępowaniu i wieża została mu zwrócona 16 maja 1548 roku. Zakon wybudował więc w pobliżu wieżę Kapitana i tam umieścił dowódcę formacji.
Wieża jest niezbyt duża, zbudowana jest na planie kwadratu i z dolną częścią nieco mocniej zaakcentowaną. Na brzegach wysokiego parapetu dachu znajduje się kilka skrzynkowych machikuł. Posiada też otwory strzelnicze dla muszkieterów oraz szczeliny wizyjne. Dom mieszkalny, również zbudowany przez rodzinę Gauci, znajduje się obok wieży.
W późnych latach XVII wieku wieża Gauci straciła większość swojego obronnego charakteru. W roku 1696, przed wieżą zbudowana została kaplica św. Pawła.

## Współcześnie

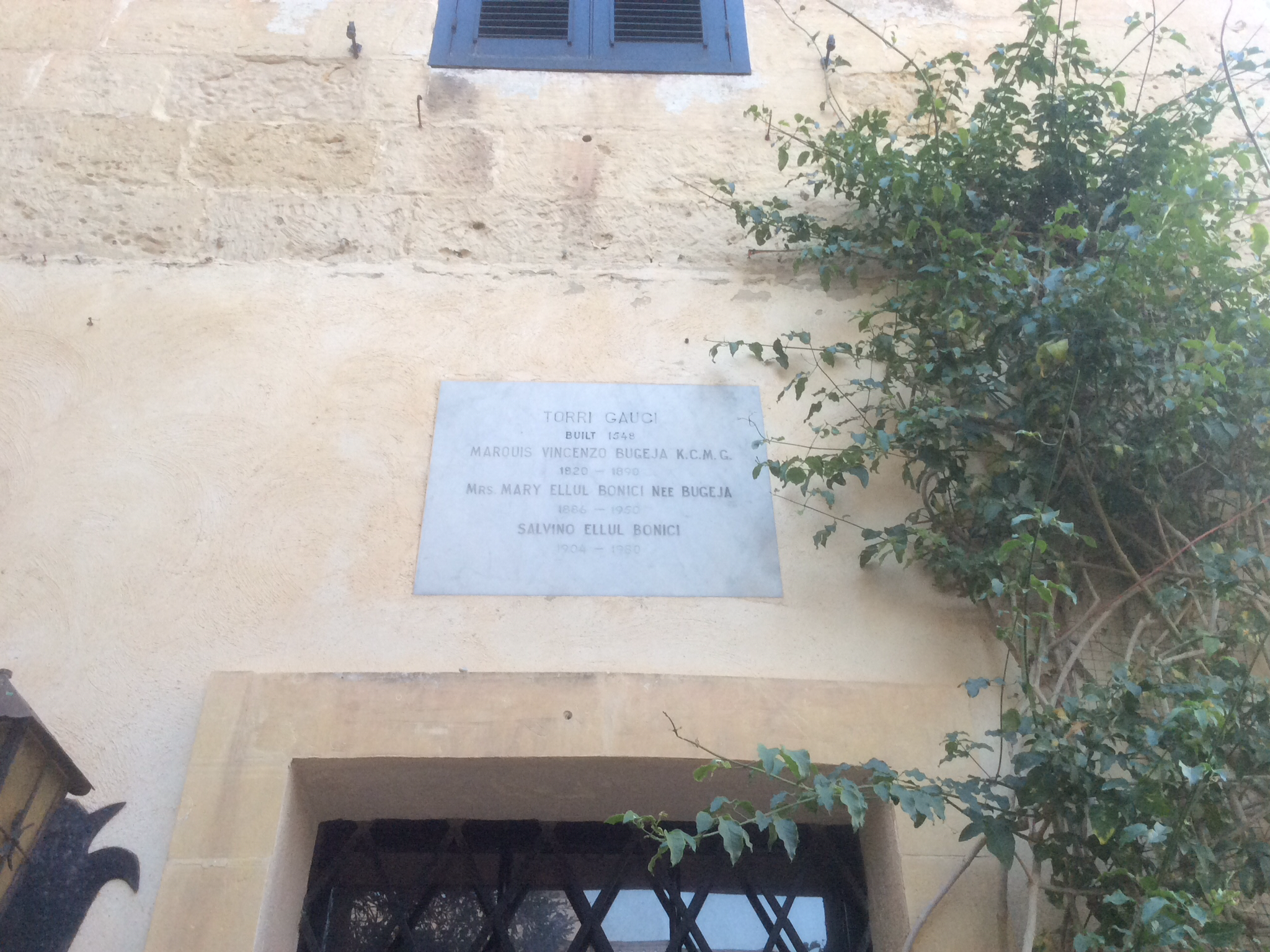
Tablica na budynku przylegającym do wieży

Dziś wieża Gauci jest w dobrym stanie. Znajduje się w rękach prywatnych i nie jest dostępna dla ogółu.

## Do poczytania
- Women's Places (Itineraries). From Floriana to Naxxar via Sliema (rozdz. 19). s. 391. (ang. )